# Elmer Food Beat
Pour les articles homonymes, voir Elmer et EFB.
Elmer Food Beat, parfois abrégé EFB, est un groupe de rock français, originaire de Nantes, en Loire-Atlantique. Formé en 1986, il est notamment caractérisé par des textes grivois et humoristiques. Son album 30 cm connaît le succès en 1990, avec des titres comme Daniela, La Caissière de chez Leclerc ou Le Plastique, c'est fantastique. Lors des Victoires de la musique 1991, Elmer Food Beat est désigné meilleur groupe de l'année. Après une période difficile, il se met en sommeil en 1993. Il prend un nouveau départ à la fin de l'année 2006.

## Biographie

### Débuts

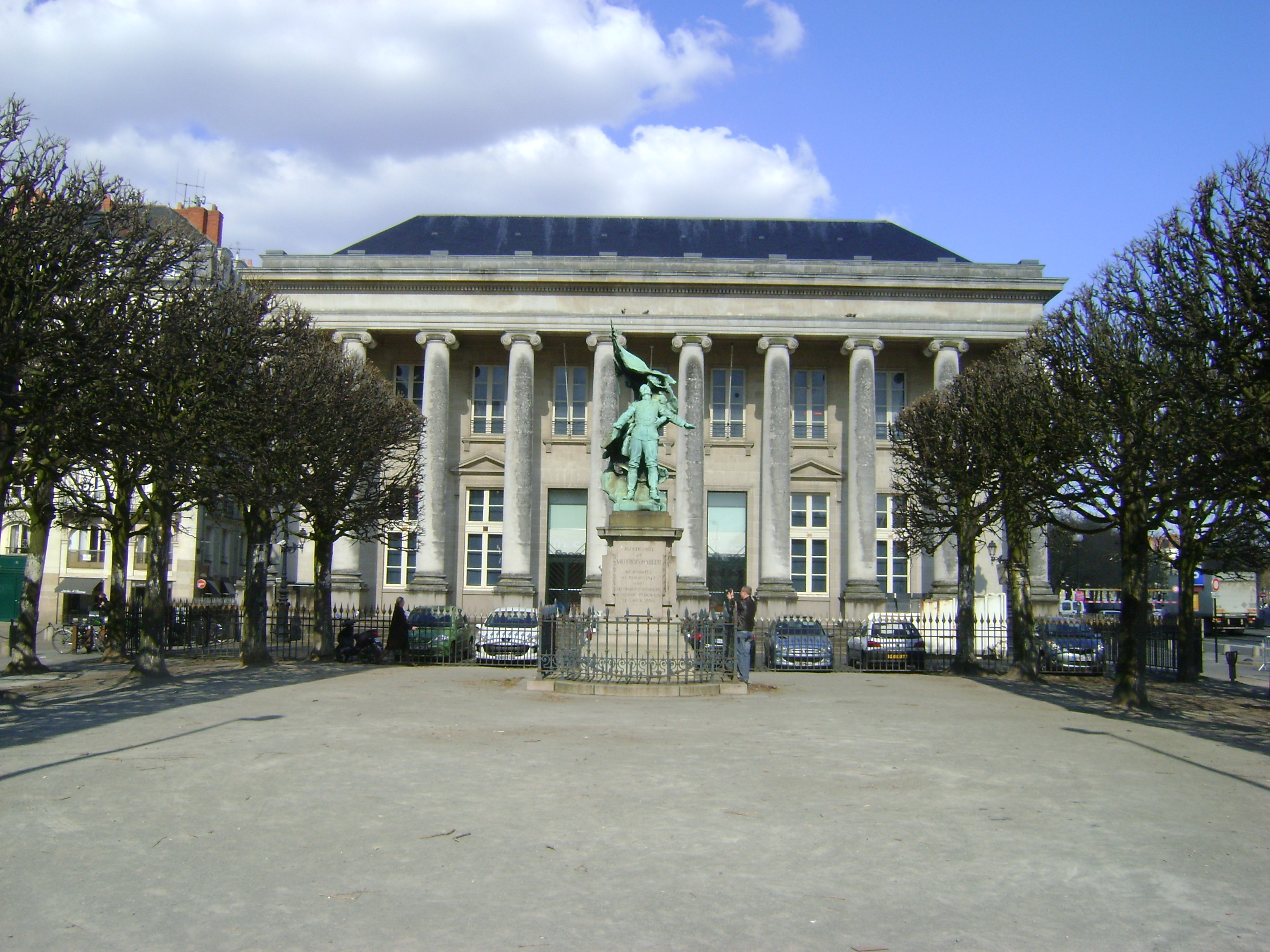
La place de la Bourse, à Nantes.

Elmer Food Beat apparaît dans le courant du rock alternatif français des années 1980 (Bérurier noir, Ludwig von 88, Les Wampas, Tulaviok, Les Satellites, Les Garçons bouchers, Mano Negra, etc.).
Avec la chanson Toutes essayées, Elmer Food Beat se trouve en compagnie de groupes de cette époque (Les Rats, Warum Joe, Les Cadavres, Kambrones) sur la compilation France profonde vol. 3 sortie en 1990. La chanson figure également sur une compilation du groupe, La Copulation, sortie en 1994 au label XIII Bis Records. Il donne son premier concert le jour de la Fête de la musique, le 21 juin 1986, place de la Bourse, à Nantes. Formé de Vincent (batterie), Pats (guitare), Twistos (guitare), Manou (chant) et Alain (basse), le groupe enchaîne durant l'été dans les bars de Piriac-sur-Mer. C'est Alain qui trouve le nom du groupe, hommage à Elmer Fudd, le chasseur dans les dessins animés de Bugs Bunny et de Daffy Duck,,.
En 1988, Elmer Food Beat sort un maxi 45 tours auto-produit comportant les premières versions de Daniela (chanson qui n'a rien à voir avec la Daniela des Chaussettes noires, succès de 1961), de La Caissière de chez Leclerc, ainsi que Est-ce que tu la sens ? et Roméo sur Juliette. Entamant la série de concerts du festival Rock’n Solex en mai 1989, avec un succès remarqué, il se vend à 6 000 exemplaires dans les concerts et il est distribué par New Rose. Pats devient sonorisateur. Kelu le remplace à la guitare et Kalou remplace Alain à la basse. Le groupe organise le premier de ses concerts caritatifs « Les Rockeurs ont du cœur ».

### Succès
En décembre 1989, aux trans musicales de Rennes, les Elmer Food Beat rencontrent l'équipe du label Off the Track, qui va produire leurs trois premiers albums. Le 24 avril 1990, sort le premier de ces albums, 30 cm. On y retrouve Daniela et La Caissière de chez Leclerc, accompagnés de nouveaux titres comme Couroucoucou roploplo, La Complainte du laboureur et Le Plastique, c'est fantastique. Le 20 octobre 1990, Daniela entre à la 18e place du Top 50, classée 17 semaines du 20 octobre 1990 au 9 février 1991. En décembre 1990, Elmer Food Beat joue à guichets fermés à l'Olympia, où lui sont remis deux disques d'or (200 000 exemplaires vendus).
Renforcé de Vanessa Paradis (chant, maracas et casquette Elmer Food Beat), le groupe interprète en direct Couroucoucou roploplo sur TF1 le 22 décembre, pour les 18 ans de la chanteuse. Le 2 février 1991, lors des Victoires de la musique, Elmer Food Beat est désigné meilleur groupe de l'année. Le 23 mars 1991, Le Plastique, c'est fantastique entre à son tour dans le Top 50, du 23 mars au 18 mai 1991, montant jusqu'à la 31e place. La chanson est adoptée par le ministère de la Santé pour une campagne en milieu étudiant recommandant le port du préservatif. Manou dément la rumeur selon laquelle la chanson répondrait à une commande du ministère. La chanson est sortie d'abord. Le ministère a demandé à l'utiliser ensuite. L'album 30 cm se vend à plus de 650 000 exemplaires. Le 12 juin, le groupe sort un deuxième album, Je vais encore dormir tout seul ce soir… Le 22 juin 1991, la chanson titre s'installe jusqu'à la 21e place du Top 50 durant 15 semaines du 22 juin au 28 septembre 1991. Le groupe donne 150 concerts par an, et commence à tourner à l'étranger.

### Déclin et séparation
Le 21 octobre 1992, les Elmer Food Beat sortent leur troisième album, La Vie n'est pas une opérette. Ils se produisent à Londres, et à New York, dans le mythique CBGB où ont joué les Ramones. Mais le label Off the Track connaît des difficultés, puis l'album se vend moins bien que prévu et les concerts attirent moins de monde. Durant l'été 1993, les musiciens donnent les cinq derniers de leurs 500 concerts, et se séparent. Certains tentent des carrières solo, sans grand succès.

### Retour

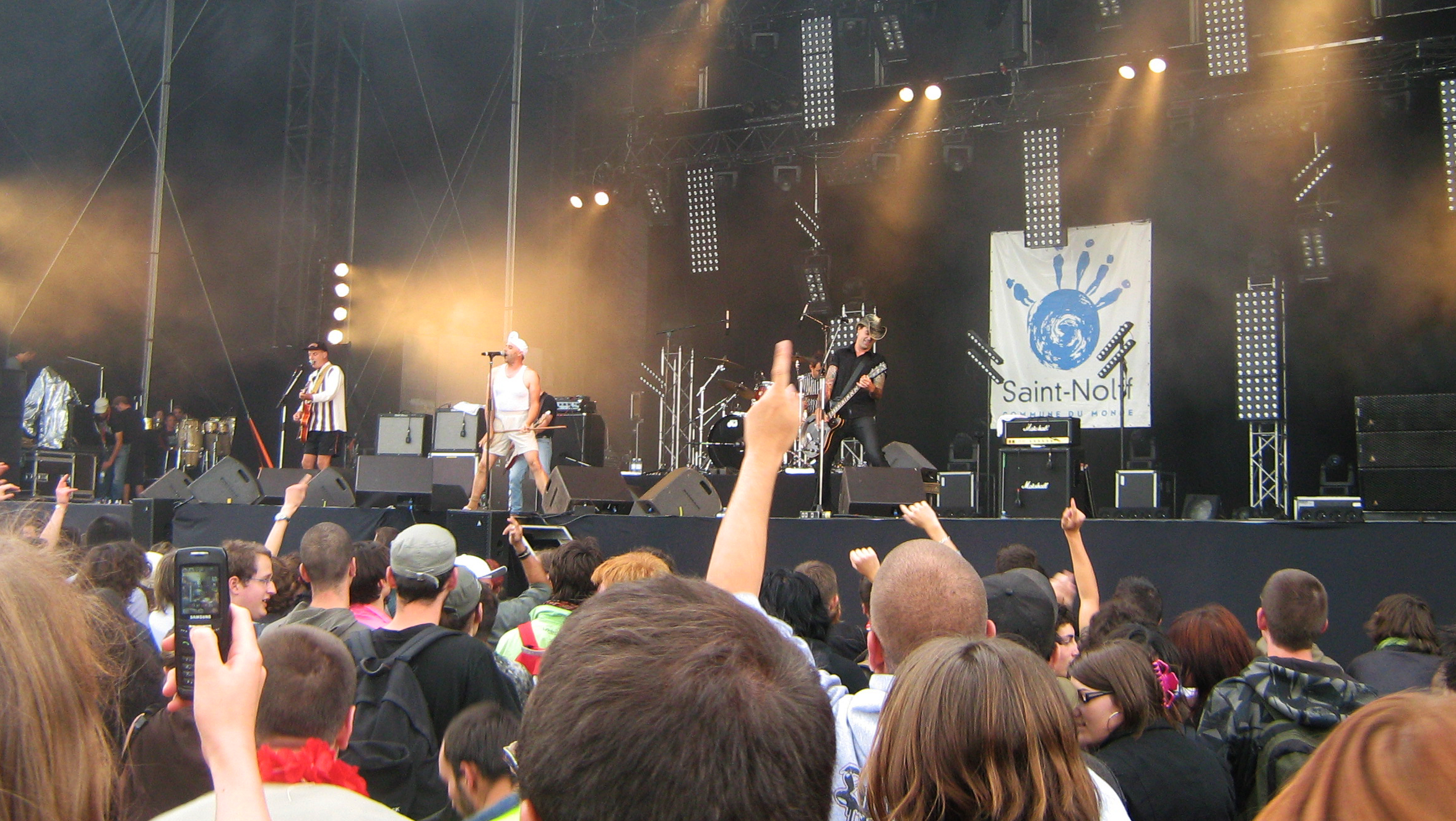
Elmer Food Beat au festival de Saint-Nolff en 2008.

Les 21 et 22 décembre 2001, à l'Olympic de Nantes, à l'occasion des deux concerts anniversaire d'EV, le groupe se reforme,. Grand Lolo remplace le guitariste Kelu. Grand Lolo alias Laurent Lachater  fut de 1984 à 1990 guitariste au sein de la formation de hard-rock nantaise Squealer. Elmer Food Beat donne alors, de temps à autre, quelques concerts de 20 ou 30 minutes.
Le véritable nouveau départ a lieu le 2 décembre 2006, pour l'ouverture du Zénith de Nantes. En 2007, le groupe se produit aux festivals de Bobital, de Poupet et Couvre-feu. En 2009, il reprend les tournées.
En 2010, il sort 25 cm, qui comporte six titres et se vend dans les concerts, en CD et vinyle, à 1 500 exemplaires. Le 13 novembre 2013, vient le quatrième album du groupe, Les Rois du bord de mer. Le cinquième album, À poil, les filles, sort le 22 avril 2016. Twistos, le guitariste, meurt le 28 août 2017,.
En février 2022, Elmer Food Beat sort une compilation pour ses 35 ans de carrière.

## Style musical
Elmer Food Beat doit son succès à des textes égrillards et pleins d'humour, soutenus par des musiques énergiques. Le thème d'inspiration du groupe, de l'aveu de Manou, ce sont « les filles, les filles, les filles… Leurs fesses, leurs seins, leur bouche […] C'est français, on est dans la plus pure tradition française de la chanson grivoise […] On est bien conscients que ça ne vole pas très haut, mais les gens qui viennent à nos concerts s'amusent, c'est le plus important. » Twistos affirme cependant n'avoir, en tant qu'auteur, « aucun cahier des charges. Il y a plein de chansons d'Elmer qui ne parlent pas que de cul. Par contre, on ne chante pas de sujet politique. On est étiquetés « déconnade », et on aime bien. »
Pour ce qui est de la musique, François-Xavier Gomez, de Libération, parle du groupe comme d'une « belle machine », d'un « vrai groupe de rock à guitares », dont la « science du refrain […] chatouille l'oreille » par « des harmonies vocales et d'imparables mélodies pop ». Twistos reconnaît comme ascendants du groupe les Beatles et les Ramones. Sont citées également les influences d'Elvis Costello, de Cheap Trick, de Bijou, des Beach Boys et des Kinks. Le chanteur Manou se signale par un style vestimentaire incongru : casquette blanche de coureur cycliste à visière relevée, « marcel » blanc, caleçon blanc ou slip kangourou, chaussettes jaunes du FC Nantes, sandalettes de pêche à pied en plastique, épuisette.
Dans les débuts, les textes sont écrits « par un peu tout le monde […] Ça s'est structuré quand il a fallu enregistrer les morceaux. » En 2014, les chansons proviennent — paroles et musique — des deux guitaristes, Twistos et Grand Lolo ; et de Luc Boisseau, dit Kelu, l'ancien guitariste, qui ne se produit plus sur scène avec le groupe, mais qui lui écrit toujours des chansons.

## Titres principaux
Parmi les chansons les plus connues, on peut citer Daniela (chanson due à Twistos), Couroucoucou Roploplo (due à Kelu), La Grosse Jocelyne (parodie,), L'Infirmière (Twistos), Le Plastique c’est fantastique (Kelu) ou encore La Caissière de chez Leclerc (Kelu).

## Engagements
Les membres d'Elmer Food Beat sont à l'origine de la création en 1988 de l'association Les Rockeurs ont du cœur, qui recueille des jouets pour les enfants défavorisés. Leur tube Le Plastique, c'est fantastique, sorti en 1991, a pour but de sensibiliser au port du préservatif. En 2019, Elmer Food Beat reprend son titre Le Plastique, c'est fantastique en modifiant son titre et ses paroles : la chanson devient ainsi Le Plastique, c'est dramatique afin de militer en faveur de la dépollution des océans et notamment pour soutenir l'association The SeaCleaners et le projet Manta.

## Membres

### Membres actuels
- Emmanuel « Manou » Praud — chant, épuisette
- Laurent « Grand Lolo » Lachater — guitare, voix
- Vincent Nogue — batterie
- Pascal « Kalou » Ambroset — guitare basse[24]

### Anciens membres
- Vincent « Twistos » Lemoine[20], mort le 28 août 2017[16] — guitare, voix
- Luc « Kelu » Boisseau - guitare, voix

## Discographie

### Albums studio
- 1990 : 30 cm (LP, CD, cassette, album)
- 1991 : Je vais encore dormir tout seul ce soir… et je vais encore le regretter (LP, CD, cassette, album)
- 1992 : La vie n'est pas une opérette (CD (1992), cassette (1992), LP (2016), album)
- 1997 : Heureux sur scène (CD, cassette, album enregistré en concert au Bataclan en 1993)
- 2013 : Les Rois du bord de mer (CD, LP, album)[25]
- 2016 : À poil les filles ! Car la vie est bien trop belle quand vous êtes… (CD (2016), LP (2017), album)[15]
- 2019 : Back in Beat
- 2023 : Le Bruit des potes

### Singles et EP
- 1990 : Daniela (Daniela, À l'intérieur)
- 1991 : Le plastique c'est fantastique (Le plastique c'est fantastique, Caroline)
- 1991 : Je vais encore dormir tout seul ce soir… (Je vais encore dormir tout seul ce soir… et je vais encore le regretter, Véronique)
- 1992 : Marie à la mer (Marie à la mer, Tu seras un homme, mon fils)
- 1992 : Les traversées sont solitaires (Les traversées sont solitaires, Yasmina)[26]
- 1993 : Une semaine de réflexion (Une semaine de réflexion, Maître du monde (version acoustique))
- 1993 : Hey Docteur (Hey Docteur, J'aime pas les gens)
- 2010 : 25 cm (CD, vinyle 25 cm, EP)

### Maxi-singles
- 1990 : Daniela (Daniela version longue et version radio bipée, Est-ce que tu la sens ?)
- 1991 : Je vais encore dormir tout seul ce soir… (Je vais encore dormir tout seul ce soir… et je vais encore le regretter, Véronique, Roland l'cradoss)[27]

### Compilations et albums live
- 1994 : La Copulation (CD)
- 1999 : Gold (CD)
- 2000 : Ze disque : 30 cm et plus (CD)
- 2000 : Original Album Classics (coffret réunissant les 3 premiers albums studios)
- 2000 : L'Essentiel (CD)
- 2005 : Ze Best of (CD et DVD)
- 2006 : Les Indispensables
- 2012 : Merci les filles[25]
- 2017 : Live en public, avec des gens devant (CD + DVD, album live enregistré a Nantes à l’occasion du concert des 30 ans du groupe en 2016)
- 2022 : Le Disque d'Or - Compilation + Live 'DVD' Opéra (36 pistes, 1 heure 53 minutes)